# Apolysis superbus
Apolysis superbus är en tvåvingeart som först beskrevs av Engel 1933.  Apolysis superbus ingår i släktet Apolysis och familjen svävflugor. Inga underarter finns listade i Catalogue of Life.